# بينار كور
حواء بينار كور (ولدت في 15 أبريل عام 1943 في مدينة بورصة) كاتبة تركية.

## تاريخ حياتها
والدة بينار هي عصمت كور معلمة اللغة والأدب التركي أما والدها الأذري فهو بهرام كور مدرس اللغة الفرنسية والرياضيات. بعد أن أنهت بينار تعليمها الثانوي بكلية روبرت قد أنهت تعليمها الجامعي بكلية كوينز بجامعة البوسفور. ثم بعد ذلك حصلت على شهادة الدكتوراه في الأدب النسبي في جامعة السوربون.
ألفت بينار كور رواية «الحب لا نهاية له» بسبب «الفحش». كانت بينار محاضرة للغة الإنجليزية بكلية اللغات الأجنبية بجامعة إسطنبول، ثم صارت عضوًا بهيئة التدريس في قسم الإعلام ونظم الإتصالات في جامعة المعلومات. وفي شهر مايو عام 2013 كانت بينار كور جديرة بالحصول على جائزة الشرف في مجال أيام قصة أنقرة.

## حياتها الخاصة
تزوجت بينار كور بالفنان جان كولوكيسا وأنجبت منه الممثل إمره كولوكيسا.

## أعمالها
في مجال الرواية: غدا..غدا (1976)، الممثل المسرحي الصغير (1977)، امرأة للشنق (1979)، عشق لا ينتهي (1986)، رواية جريمة (1989)، الخريف الأخير (1992)، الخماسية (2004) (كتبتها بالاشتراك مع أربعة كتاب آخرين)، كلية الجريمة (2006).
في مجال القصة القصيرة:
شجرة مجنونة (1981)، مياه لا تجري (1983)، حكايات الأشباح (2004).

## رواياتها
- غداً غداً (1976) (أخرجها سامي جوتشلو لفيلم في عام 1987)
- الفنان الصغير (1977)
- السيدة المندفعة (1979) (أخرجه بشار سابنجو لفيلم في عام 1986)
- الحب لا نهاية له (1986)
- رواية القتل (1989)
- الخريف الماضي (1992)
- كلية القتل (2006)
- خمس عجائز (2004) (واصل كلا من جليل أوكر، وأليف شفق وفاروق أولاي مشروع الرواية التي إستهلتها موراتهان مونجان وأنهتها بينار كور)

## كتبالقصص
- الماء الذي لا يتدفق (1983) – إهداء القصة لسيت فائق
- الشجرة المجنونة (1992)
- قصص الأشباح (2004)

## كتاب المناقشات
- نهاية الحب جريمة – مينا سويوت – 2006 – مناقشة مع بينار كور

## التراجم
- نوع ثمرة الكرز – جانيت وينتيرسون – (Sexing the Cherry)
- ألف تلك العمل
- لعنة الفئة المفتوحة
- قبل آدم
- العاطفة – جانيت وينيرسون – (The Passion)
- حضن غريب – إيان ماك إيوان (The Comfort of Strangers)
- بحر واسع للغاية – جان ريس (Wide Sargasso Sea)
- الطيور الواقفة على الغصن – جين ريس – (قصص مختارة)
- صباح الخير يا منتصف الليل – جان ريس - Goodmorning Midnight
- رحلة الظلام – جان ريس - (Voyage in the Dark)
- الرباعية – جان ريس - (Quartet)
- الضحك في الظلام – فلاديمير نوباكوف - (Laughter in the Dark)
- عازف الكمان – موريس ويست
- لعنة العائلة – داشيل هامت
- شعب ال دورادو – تيرستن كرول
- رسالة إلى الطفل الذي لم يولد بعد

## التلفزيون
- هيا تعال سجل معنا (2007 – 2008)

## روابط خارجية
- بينار كور على موقع IMDb (الإنجليزية)